# تلاغ
تلاغ (به عربی: تلاغ) یک شهرداری در الجزایر است که در استان سیدی بلعباس واقع شده‌است. تلاغ ۱۷۷٫۰۹ کیلومتر مربع مساحت و ۲۴٬۵۹۴ نفر جمعیت دارد.